# Podeni (okręg Vaslui)
Podeni – wieś w Rumunii, w okręgu Vaslui, w gminie Vulturești. W 2011 roku liczyła 28 mieszkańców.